# Вертис, Никос
Никос Вертис (греч. Νίκος Βέρτης, 21 августа 1976, Горинхем, Нидерланды) — греческий певец.
В возрасте 6 лет переехал вместе с семьей в Салоники, где окончил музыкальную школу по классу игры на бузуки. Однако в 16 лет он снова отправился в Голландию, где учился 2 года в колледже. Вскоре вернулся в Грецию, чтобы пройти военную службу.
Начал петь в небольших клубах Северной Греции, в частности в Салониках, пока не подписал контракт с Universal Music Greece. Так он записал свой первый альбом, музыку и стихи для которого написал сам. Две песни альбома были записаны в дуэте с Пегги Зиной.
Позже Никос Вертис сотрудничал с Антонисом Ремосом, Йоргосом Даларасом, Антонисом Вардисом.

## Дискография
Альбомы
- 2003: Πολύ απότομα βραδιάζει
- 2004: Πάμε ψυχή μου
- 2005: Πώς περνάω τα βράδια μόνος
- 2007: Μόνο για σένα
- 2009: Όλα είναι εδώ
- 2011: Είμαι μαζί σου
- 2013: Προτάσεις
- 2015: Νίκος Βέρτης
- 2017: Ερωτευμένος

Синглы
- 2012: Έλα
- 2014: Δεν Πάει Να Λέει
- 2019: Άλλαξα
- 2020: Ποσό Με Πληγώσεις
- 2021: Κοίτα
- 2021: Σ'Αγαπάω
- 2022: Που Να Γυρνάς